# Muscolo amigdaloglosso
Il muscolo amigdaloglosso è un muscolo estrinseco della lingua. Origina dall'aponeurosi faringea, una lamina fibrosa su cui si applicano tutti i muscoli della faringe, a livello della fossa tonsillare. Va ad inserirsi a livello della radice della lingua unendosi con il muscolo controlaterale.  La contrazione di questo muscolo tende a portare la radice della lingua verso l'alto ed inoltre tende a restringere leggermente l'istmo delle fauci.